# واکسن RTS,S

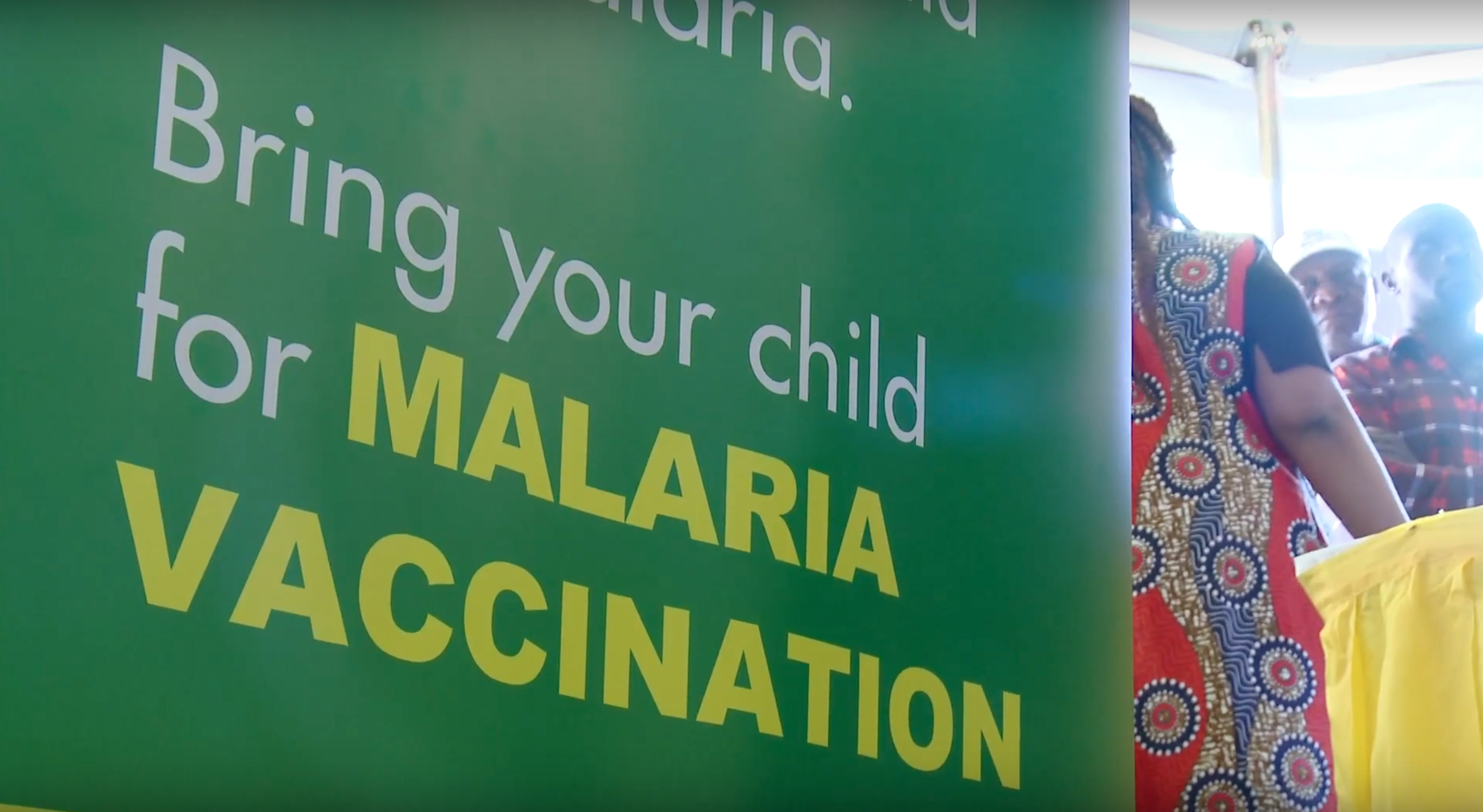
یک پوستر تبلیغاتی واکسن RTS,S

واکسن RTS,S (انگلیسی: RTS,S) (با نام تجاری Mosquirix) یک واکسن ساب‌یونیت بر اساس واکسن مالاریا است که در اکتبر ۲۰۲۱، توسط سازمان بهداشت جهانی (WHO) برای «استفاده گسترده» برای کودکان تأیید گردید. این واکسن اولین واکسن مالاریا و اولین واکسنی است که برای درمان عفونت انگلی، توسط این سازمان توصیه شده‌است.

## تاریخچه
واکسن RTS، در اواخر دهه ۱۹۸۰ توسط دانشمندان در آزمایشگاه‌های بلژیک مشغول به کار هستند از جمله در شرکت گلاکسواسمیت‌کلاین طراحی و ساخته شد و در همکاری با مؤسسه تحقیقاتی ارتش ایالات متحده آمریکا بنام مؤسسه والتر رید در ایالت مریلند ایالات متحده توسعه یافت و هزینه‌اش تا حدی توسط طرح واکسن مالاریا PATH و بنیاد بیل و ملیندا گیتس تأمین مالی شده‌است. اثر بخشی این واکسن در نوزادان و کودکان خردسال بین ۲۶ تا ۵۰ درصد است.
این واکسن تأیید شده‌است برای استفاده توسط آژانس دارویی اروپا (EMA) در ژوئن ۲۰۱۵، به عنوان اولین واکسن مالاریا دارای مجوز در جهان و همچنین اولین واکسن دارای مجوز برای استفاده در برابر هر نوع بیماری انگلی انسان است. در ۲۳ اکتبر ۲۰۱۵، گروه مشاور استراتژیک و متخصصان در زمینه ایمن‌سازی (SAGE) و کمیته مشورتی سیاست مالاریا (MPAC) به‌طور مشترک اجرای آزمایشی این واکسن را در آفریقا توصیه کردند. این پروژه آزمایشی برای واکسیناسیون در ۲۳ آوریل ۲۰۱۹ در مالاوی، در ۳۰ آوریل ۲۰۱۹ در غنا و در ۱۳ سپتامبر ۲۰۱۹ در کنیا آغاز شیوع شد.